# Таганский, Григорий Михайлович
Григо́рий Миха́йлович Тага́нский (1903, Чита — 1951, Абан) — деятель ВКП(б), 2-й секретарь Южно-Казахстанского обкома. Входил в состав особой тройки НКВД СССР.

## Биография
Григорий Михайлович Таганский родился в 1903 году в Чите. Член РКП(б) с 1920 года. Основные этапы его политической карьеры состояли в следующем:
- 1933—1934 годы — Первый заместитель заведующего Культпропотделом Казкрайкома, 1-й секретарь Риддерского городского комитета ВКП(б) (Восточно-Казахстанская область).
- 1935—1936 годы — Окончил Институт красной профессуры, получив специальность философа. Работал Учёным секретарём Института философии АН СССР. Выпустил ряд работ о вульгарных материалистах XIX века[1]. В феврале 1936 года рекомендовался отделом науки ЦК ВКП(б) на должность заместителя директора института, но назначение не состоялось[2].
- 1936—1938 года — 2-й секретарь Южно-Казахстанского областного ВКП(б) — КП(б) Казахстана. Этот период отмечен вхождением в состав особой тройки, созданной по приказу НКВД СССР от 30.07.1937 № 00447[3] и активным участием в сталинских репрессиях[4].
- 1937—1938 — член ЦК КП(б) Казахстана.

## Завершающий этап
Арестован 21 мая 1938 г. УНКВД по ЮКО. Приговорён к 8 годам ИТЛ Особым Совещанием при НКВД СССР 26 октября 1940 г. Обвинялся по статьям 58-1, 58-8, 58-11 УК РСФСР.
Повторно осуждён 13 августа 1949 г. Особым совещанием при МГБ СССР приговорён к ссылке в село Абан Красноярского края. Умер при несении наказания в 1951 году
Реабилитирован 15 октября 1955 г. ВКВС СССР за отсутствием состава преступления.